# Miguel Alonzo Romero
Miguel Alonzo Romero (Tekax, Yucatán, México; 28 de septiembre de 1885-Ciudad de México, México; 26 de diciembre de 1964) fue un médico pediatra, político, revolucionario, diplomático y escritor yucateco. Diputado al Congreso Constituyente de 1917 por el Estado de Yucatán.
Presidente de la Cámara de Diputados de México en 1920 y presidente municipal de la Ciudad de México.

## Vida
Nació en Tekax, hijo de Crescencio Alonzo y Regina Romero. Se casó el 22 de marzo de 1917 con Carmela Montalvo Carrillo, profesora normalista, originaria de Opichén, Yucatán.
Fue médico pediatra con doctorado en la Sorbona de París hacia 1920. Viajero incansable, estudioso de las culturas orientales.
Polemista y excelente orador son conocidos sus debates con Aurelio Manrique y con el teórico zapatista Antonio Díaz Soto y Gama durante las sesiones de la XVII Legislatura del Congreso, Primera Legislatura del México posrevolucionaro.
Fue enviado como ministro extraordinario y plenipotenciario de México en el Japón y en China con sede en Tokio (1929-35), más tarde en Venezuela (1935-1937) y luego en Nicaragua (1954-1961). Miguel Alonzo Romero fue uno de los diputados constituyentes de 1917 más jóvenes, alcanzando tal cargo a los 27 años.
En 1922, durante la administración del presidente Álvaro Obregón (1920-1924) el Miguel Alonzo Romero fue elegido alcalde -entonces era municipio- de la Ciudad de México. 
Fue diputado federal constituyente por Yucatán de 1916 a 1917 junto con sus paisanos Enrique Recio, Antonio Ancona Albertos, Héctor Victoria Aguilar y Manuel González Cepeda. Dirigente con Enrique Recio del Partido Obregonista en Yucatán, fue exiliado y encarcelado en Veracruz durante la rebelión obregonista contra Venustiano Carranza.
Al triunfar el Plan de Agua Prieta en mayo de 1920 y siendo presidente provisional Adolfo de la Huerta, participó nuevamente como candidato a diputado federal en los comicios en que también fue elegido Obregón presidente de la República.

## Reconocimientos
- Hay una escuela en su ciudad natal que lleva su nombre.[4]

## Obra
- Un año de sitio en la presidencia municipal de la Ciudad de México. Se narran los problemas de la Ciudad de México en los años 20. México
- Helas México. Libro sobre Grecia escrito en solidaridad con el gobierno griego amenazado por los nazis.
- Caricatura de un recorrido por la India. Incluye una entrevista con Gandhi
- En el Cielo de los Rojos. Como viajero da sus impresiones en la Rusia soviética de los años 20
- Algunos aspectos de la vida en el Japón.  Sobre el Japón de los años 30 y el militarismo japonés.
- Caricatura de un recorrido por la India.  Aventuras en la India inglesa.